# Diócesis de Townsville
La diócesis de Townsville (en latín: Dioecesis Tovnsvillensis y en inglés: Roman Catholic Diocese of Townsville) es una circunscripción eclesiástica de la Iglesia católica en Australia. Se trata de una diócesis latina, sufragánea de la arquidiócesis de Brisbane. Desde el 8 de febrero de 2017 su obispo es Timothy James Harris.

## Territorio y organización
La diócesis tiene 434 000 km² y extiende su jurisdicción sobre los fieles católicos de rito latino residentes en la parte centro norte del estado de Queensland, extendiéndose desde Townsville en la costa, hasta las regiones de Whitsunday y Burdekin en el sur y al norte hasta Ingham y Halifax, al suroeste hasta Winton y al oeste hasta la frontera con el Territorio del Norte.
La sede de la diócesis se encuentra en la ciudad de Townsville, en donde se halla la Catedral del Sagrado Corazón.
En 2022 en la diócesis existían 27 parroquias agrupadas en 4 regiones: Townsville, Western, Northern y Southern.

## Historia
La diócesis fue erigida el 12 de febrero de 1930 mediante la bula Ecclesiarum in orbe del papa Pío XI, obteniendo el territorio de la diócesis de Rockhampton.

## Estadísticas
Según el Anuario Pontificio 2023 la diócesis tenía a fines de 2022 un total de 79 618 fieles bautizados. 
| Año                                                                             | Población            | Población | Población      | Sacerdotes | Sacerdotes    | Sacerdotes    | Bautizados por sacerdote | Diáconos permanentes | Religiosos | Religiosos | Parroquias |
| Año                                                                             | Bautizados católicos | Total     | % de católicos | Total      | Clero secular | Clero regular | Bautizados por sacerdote | Diáconos permanentes | Varones    | Mujeres    | Parroquias |
| ------------------------------------------------------------------------------- | -------------------- | --------- | -------------- | ---------- | ------------- | ------------- | ------------------------ | -------------------- | ---------- | ---------- | ---------- |
| 1950                                                                            | 28 337               | 115 000   | 24.6           | 54         | 45            | 9             | 524                      |                      | 15         | 165        | 24         |
| 1966                                                                            | 44 000               | 190 000   | 23.2           | 68         | 54            | 14            | 647                      |                      | 54         | 210        | 36         |
| 1970                                                                            | 52 000               | 170 000   | 30.6           | 59         | 48            | 11            | 881                      |                      | 59         | 210        | 34         |
| 1980                                                                            | 60 437               | 181 000   | 33.4           | 53         | 40            | 13            | 1140                     | 1                    | 53         | 159        | 29         |
| 1990                                                                            | 60 022               | 217 943   | 27.5           | 40         | 33            | 7             | 1500                     | 2                    | 28         | 129        | 29         |
| 1999                                                                            | 60 477               | 234 854   | 25.8           | 37         | 30            | 7             | 1634                     | 2                    | 30         | 93         | 30         |
| 2000                                                                            | 65 924               | 234 854   | 28.1           | 34         | 28            | 6             | 1938                     | 2                    | 29         | 92         | 30         |
| 2001                                                                            | 66 610               | 237 387   | 28.1           | 29         | 25            | 4             | 2296                     |                      | 27         | 86         | 28         |
| 2002                                                                            | 66 610               | 237 387   | 28.1           | 27         | 23            | 4             | 2467                     | 1                    | 20         | 76         | 27         |
| 2003                                                                            | 74 084               | 252 289   | 29.4           | 25         | 20            | 5             | 2963                     | 1                    | 13         | 74         | 27         |
| 2004                                                                            | 74 084               | 252 289   | 29.4           | 26         | 22            | 4             | 2849                     | 1                    | 12         | 76         | 27         |
| 2010                                                                            | 75 600               | 263 000   | 28.7           | 30         | 24            | 6             | 2520                     |                      | 14         | 63         | 26         |
| 2014                                                                            | 81 700               | 283 600   | 28.8           | 24         | 18            | 6             | 3404                     |                      | 15         | 50         | 26         |
| 2017                                                                            | 85 300               | 296 000   | 28.8           | 27         | 21            | 6             | 3159                     |                      | 13         | 40         | 27         |
| 2020                                                                            | 79 133               | 289 202   | 27.4           | 24         | 15            | 9             | 3297                     |                      | 15         | 43         | 27         |
| 2022                                                                            | 79 618               | 300 444   | 26.5           | 27         | 16            | 11            | 2948                     |                      | 15         | 42         | 27         |
| Fuente: Catholic-Hierarchy, que a su vez toma los datos del Anuario Pontificio. |                      |           |                |            |               |               |                          |                      |            |            |            |

## Episcopologio
- Terence Bernard McGuire † (12 de febrero de 1930-14 de junio de 1938 nombrado obispo de Goulburn)
- Hugo Edward Ryan † (13 de julio de 1938-14 de septiembre de 1967 retirado[nota 2])
- Leonard Anthony Faulkner † (14 de septiembre de 1967-2 de septiembre de 1983 nombrado arzobispo coadjutor de Adelaida)
- Raymond Conway Benjamin † (14 de febrero de 1984-18 de abril de 2000 retirado)
- Michael Ernest Putney † (24 de enero de 2001-28 de marzo de 2014 falleció)
  - Sede vacante (2014-2017)
- Timothy James Harris, desde el 8 de febrero de 2017